# Германова Ольга Григорівна
О́льга Григо́рівна Германова (народилася 7 березня 1981 в Києві) — українська поетеса і журналіст. Авторка двох книг поезії, член НСПУ і НСЖУ.

## Життєпис
Закінчила магістратуру Інституту журналістики Київського державного університету ім. Т. Г. Шевченка, аспірантуру кафедри журналістики Національного університету «Києво-Могилянська Академія», здобула кваліфікацію спеціаліста із фінансів і кредиту в Національному університеті ДПС України.
Кандидат філологічних наук.
Працювала в журналі "Вісник податкової служби" Державної податкової служби України (2007—2016), помічником-консультантом народного депутата України (2016—2024).
Нині працює журналістом у Фонді гарантування вкладів фізичних осіб.
Авторка книжок поезії: «Розум і серце», «Надто».

## Здобутки
- Лауреат літературного конкурсу «Гранослов».
- Переможиця поетичного конкурсу «Молоде вино» (2000).
- Нагороджена подяками, почесними грамотами, нагрудним знаком ДПА, ДПС, Міндоходів України.
- Член Національної спілки письменників України (з 2004) і Національної спілки журналістів України (з 2009).